# Tess Arbez
Pour les articles homonymes, voir Arbez.
Tess Arbez (née le 1er décembre 1997 à Saint Julien en Genevois, Haute Savoie) est une skieuse alpine irlandaise ayant grandi en France. Elle est la petite-nièce du skieur olympique Maurice Arbez.
Elle a participé aux Championnats du monde 2015 à Beaver Creek, aux États-Unis, où elle a pris part au slalom géant femmes et au slalom spécial. Son frère, Maxime Arbez, participe lui aussi chez les hommes où il se classe 61ème des sélections.
Tess Arbez a également participé aux Championnats du monde de ski alpin 2017 à St Moritz en Suisse, et aux Championnats du monde de ski alpin 2019 à Are en Suède.
En 2018, elle était la seule athlète féminine à concourir pour l'équipe d'Irlande aux Jeux olympiques d'hiver de PyeongChang et est seulement la quatrième skieuse représentant l'Irlande aux Jeux olympiques d'hiver.
En 2021, participe une quatrième fois aux Championnats du monde de ski alpin et se classe 38ème lors du Slalom géant femmes, ce qui constitue son meilleur classement.
Elle est ainsi sélectionnée pour participer aux Jeux olympiques d'hiver de Beijin.